# فابيان ريوس
فابيان ريوس (بالإسبانية: Fabián Ríos)‏ هو سياسي أرجنتيني، ولد في 8 فبراير 1964 في كورينتس في الأرجنتين. حزبياً، نشط في الحزب العدلي. وقد انتخب عضو مجلس الشيوخ الأرجنتيني.